# پاسکال سوم
پاسکال سوم (انگلیسی: Pascal Sohm؛ زادهٔ ۲ نوامبر ۱۹۹۱) بازیکن فوتبال اهل آلمان است.
از باشگاه‌هایی که در آن بازی کرده‌است می‌توان به باشگاه فوتبال اولم ۱۸۴۶ اشاره کرد.